# Пам'ятник Адамові Міцкевичу (Одеса)
Пам'ятник Адаму Міцкевичу в Одесі — бронзова скульптура присвячена Адаму Міцкевичу, видатному польському поету, засновнику польського романтизму та діячу національно-визвольного руху; була встановлена на розі проспекту Українських Героїв (тоді — Олександрівського просп.) і вулиці Ніни Строкатої 2 серпня 2004 року.

## Життя в Одесі
Адам Міцкевич прожив в Одесі всього 9 місяців. У жовтні 1823 року за організацію та участь у підпільних товариствах був заарештований і після тривалого слідства, висланий у віддалені губернії Польщі. Згодом у листопаді 1824 р. прибув до Петербургу, звідки потрапив до Одеси, де працював вчителем у Рішельєвському ліцеї.

## Увіковічнення пам'яті
Меморіальна дошка — свідчення про перебування Міцкевича в Одесі — є вже давно. Вона встановлена на будівлі колишнього перебування Рішельєвського ліцею, яка знаходиться на розі вулиць Дерибасівської та Європейської вулиць. Створено експозицію в Літературному музеї, присвячену Адаму Міцкевичу.
Автори пам'ятника «польському Прометею» — заслужений скульптор України Олександр Князик і архітектор Маркоз Мурманов. Встановлення пам'ятнику відбулося 2 серпня 2004 року. В урочистостях з цієї нагоди взяли участь делегації з багатьох країн світу, в тому числі з Польщі на чолі з міністром культури Вальдемаром Домбровським. До складу делегації входили, зокрема, директор Музею літератури Януш Одровонж-Пененжек, а також артисти: Гражина Шаполовська, Ольгерд Лукашевич і режисер Єжи Гоффман.